# Lynas
Die Lynas Corporation ist ein australisches Bergbauunternehmen, das auf Seltene Erden spezialisiert ist. Es betreibt das Bergwerk Mount Weld in Western Australia und eine Aufbereitungsanlage in Kuantan, Malaysia.

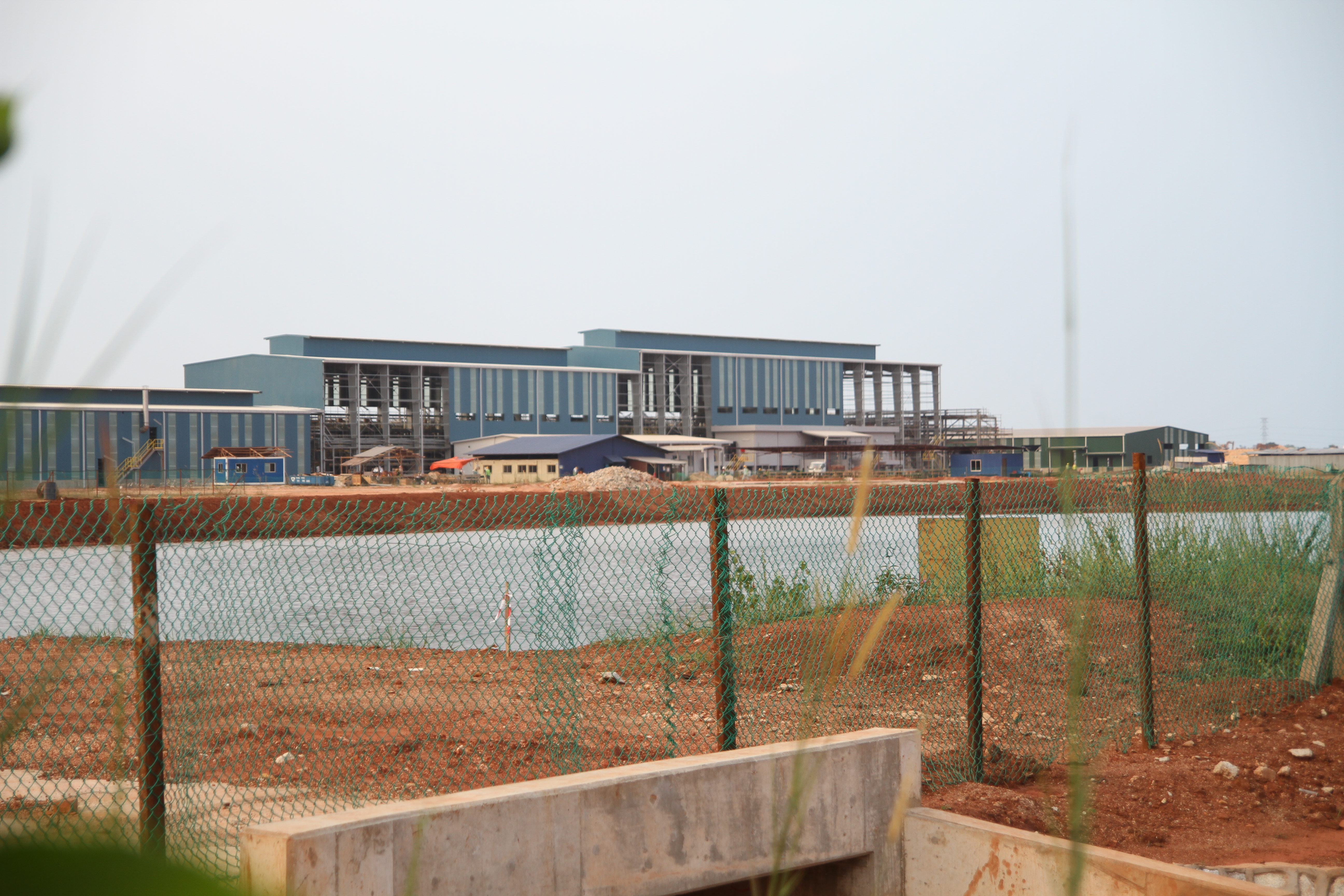
Gebäude von Lynas in Gebeng, Kuantan

Das Unternehmen wurde 1983 als Yilgangi Gold NL gegründet, 2001 wurde das Goldgeschäft jedoch verkauft. Nach der Eröffnung von Mount Weld im Jahr 2011 wurde 2014 die volle Produktion erreicht und für 2019 wurden 19.737 t Seltenerd-Oxiden produziert.
Nach der Pleite von Molycorp Mitte 2015 ist Lynas der einzige verbliebene Hersteller von Seltenen Erden außerhalb Chinas.